# تود شامبيون
تود شامبيون (بالإنجليزية: Todd Bradford)‏ هو مصارع رياضي أمريكي، ولد في 2 سبتمبر 1960 في لوس أنجلوس في الولايات المتحدة.

## روابط خارجية
- تود شامبيون على موقع CageMatch worker (الإنجليزية)
- تود شامبيون على موقع قاعدة بيانات المصارعة على الإنترنت (الإنجليزية)